# Фонд Ли Кашина
Фонд Ли Кашина (Li Ka Shing Foundation, 李嘉誠基金會) — гонконгская благотворительная и венчурная организация, основанная в 1980 году бизнесменом и филантропом Ли Кашином. Специализируется на инвестициях в медицинские, образовательные и культурные проекты, программы социального предпринимательства, помогает жертвам стихийных бедствий. Ли Кашин называл фонд своим «третьим сыном» и обязался пожертвовать треть своих активов на социальные проекты. Возглавляет фонд давняя подруга Ли Кашина, миллиардерша Солина Чау (она же руководит инвестиционным крылом фонда — компанией Horizons Ventures, которая вкладывала средства в Skype, Facebook, Spotify, Waze, Siri, DeepMind, Summly, BitPay, Bitstrips и другие технологические проекты). Штаб-квартира фонда расположена в небоскрёбе Чхёнкхон-сентер.
Фонд Ли Кашина реализовывает свои проекты в Гонконге, материковом Китае, на Тайване, в Японии, Индии, Сингапуре, Австралии, Великобритании, США и Канаде.   

## История
Пережив в детстве нищету и болезни, не получив образования, Ли Кашин, разбогатев, стал крупным филантропом. В одном из интервью он сказал ставшую знаменитой фразу: «Будущее складывается из множества составляющих, но рождается оно в сердцах и умах людей. Поэтому думать нужно не только о достижении собственных целей, но и о судьбе всего человечества».
В 1980 году Ли Кашин организовал благотворительный фонд своего имени, который пожертвовал миллионы долларов университетам и больницам Восточной Азии и Северной Америки. Например, уже в 1981 году он выделил 3 млн долл. на строительство университета Шаньтоу, затем последовали крупные пожертвования библиотеке Сингапурского университета менеджмента (позже названной именем мецената), Сингапурскому национальному университету, Гонконгскому университету (именем Ли Кашина назван медицинский факультет вуза), Калифорнийскому университету в Беркли и Альбертскому университету. Также Ли Кашин оказывал поддержку жертвам цунами в Индийском океане (2004), наводнения в родном Чаочжоу (2006) и землетрясения в Сычуани (2008), закупая медикаменты и предметы первой необходимости, финансируя восстановление жилья и коммуникаций. В 2009 году Ли пожертвовал 15 млн долл. на сооружение китайского павильона для проведения Всемирной выставки ЭКСПО-2010 в Шанхае. Всего через свой фонд, общая стоимость активов которого составляет 8,3 млрд долл., Ли выделил грантов на поддержку образования, здравоохранения и культуры на сумму более 1,9 млрд долл. (около половины средств пошло на финансирование медицинских учреждений и исследований в области здравоохранения, около 2/5 — на финансирование учебных заведений и образовательных программ).
Фонд Ли Кашина финансировал создание документального фильма «Гонка на вымирание» (Racing Extinction), показанного на канале Discovery Channel в 2015 году.

## Проекты

### Медицина и здравоохранение
- Медицинский факультет имени Ли Кашина Гонконгского университета
- Институт медицинских наук имени Ли Кашина Китайского университета Гонконга
- Медицинский колледж имени Ли Кашина (Гонконг)
- Клиника Ли Кашина больницы Принца Уэльского (Гонконг)
- Медицинский колледж университета Шаньтоу
- Исследовательский центр рака имени Ли Кашина в Кембридже
- Учебный центр Ли Кашина медицинской школы Стэнфордского университета
- Центр биомедицины и медицинских наук имени Ли Кашина Калифорнийского университета в Беркли[17]
- Центр геномной инженерии имени Ли Кашина Калифорнийского университета в Беркли
- Йельский центр стволовой клетки Йельского университета[18]
- Институт вирусологии Альбертского университета[19]
- Институт знаний Ли Кашина больницы Святого Михаила (Торонто)[20]

### Культура и образование
- Университет Шаньтоу
- Гуандунский технологический институт Технион (Шаньтоу)
- Институт профессионального и дальнейшего образования имени Ли Кашина Открытого университета Гонконга
- Башня Ли Кашина в Гонконгском политехническом университете
- Школа бизнеса Чхёнкхон (Пекин)[21]
- Библиотека имени Ли Кашина Сингапурского университета менеджмента

### Социальные проекты
- Программа социального предпринимательства Love HK Your Way!, призванная привлечь гонконгцев к социальным проектам[22]
- Программа грантов для социальных работников и социальных проектов The March of Social Engineers[23][24]
- Программа грантов для развития инноваций среди студентов Гонконгского университета науки и технологии[25]
- Фонд CAPE / Capital for Aboriginal Prosperity and Entrepreneurship Fund (канадский фонд социального предпринимательства среди индейцев)[26]
- Сеть хосписов и центров услуг тяжёлым больным Heart of Gold в Китае[27]
- Программа Project New Life (операции по исправлению расщепления нёба в Китае)
- Программа лечения детской грыжи в Китае
- Программа Project Define по развитию женского лидерства в сельских районах Китая
- Программа Love Ideas по развитию женского движения в провинции Гуандун
- Буддийский монастырь (Tsz Shan Monastery), построенный в 2013 году в округе Тайпоу.
- Программа применения больших данных в биомедицине[28]